# Laetifautor deceptus
Laetifautor deceptus is een slakkensoort uit de familie van de Calliostomatidae. De wetenschappelijke naam van de soort is voor het eerst geldig gepubliceerd in 1899 door Edgar Albert Smith.